# Clare (Australia)
Clare è una città dell'Australia Meridionale (Australia); essa si trova 130 chilometri a nord di Adelaide ed è la sede della Municipalità di Clare and Gilbert Valleys. Al censimento del 2006 contava 3.063 abitanti.